# Apocynum cannabinum
Apocynum cannabinum és una espècie de la família de les apocinàcies originària d'Amèrica del Nord que creix en les vores dels rius, cursos d'aigua i terrenys sorrencs d'Amèrica del Nord (Canadà i Estats Units). És una planta herbàcia perenne amb una altura de fins a 2 m. Tija erecte i fibrós. Les fulles són oposades, lanceolades de 7-15 × 3-5 cm; quan es trenquen, traspuen una saba lletosa que és tòxica. Les flors són blanques de sèpal gran amb corol·la de cinc lòbuls.
Els indis nadius les fan servir per fer xarxes per a la caça i la pesca, fabricar roba i fer cordatges. També s'utilitza en la fitoteràpia per tractar la sífilis, reumatisme, cucs intestinals, asma i disenteria. Té un component més potent que la digitalina que alenteix el ritme cardíac. Bons resultats en la cirrosi.